# Bzdinka
Bzdinka je rybníček ležící asi půl kilometru západně od města Dobříš. Nedaleko něj roste památný dub.

## Původ názvu
Název rybníčku se odvozuje od husitského hejtmana Jana Hvězdy z Vícemilic, který tudy se svým oddílem táhl v roce 1425 dobýt tvrz Obořiště. Při návratu se v rybníčku myl a začal se topit. Vojáci jej zachránili a místní pojmenovali na památku rybníček podle jeho přezdívky, Bzdinka.

### Pověst
Podle pověsti žil v době husitských válek jeden lakomý sedlák. Když jednou vyhnal žebračku, ona mu pohrozila, že jednou bude sám žebrat dům od domu. Kvůli hrozbě války se sedlák ukryl i se ženou a penězi v lese. Jeho žena však onemocněla, a v tom se objevila stará žena, která mu řekla, že když obětuje všechny své peníze, poradí mu. Sedlák však nevzal všechny peníze, a k rybníčku odjel jen s částí z nich. Stařena mu řekla, že když nebyl ochoten obětovat všechny peníze, nebude mít ani ženu ani peníze. Truhlice spadla do rybníčku a peníze se proměnily v kamení. Po návratu zjistil, že se proměnily i ostatní peníze a jeho žena mezitím zemřela.

## Historie
Dle výše zmíněné pověsti rybníček existoval již počátkem 15. století. Dlouhá léta patřil obci, začátkem 18. století se dostal do vlastnictví rodiny Pátkových a po roce 1756 přešel do majetku zámku. Voda se používala na zavlažování zámeckých zahrad a zámecké kašny.
Potok vytékající z rybníčku tekl do rybníčku na okraji dnešního Mírového náměstí. Na přelomu 19. a 20. století byl od okraje města zatrubněn. Při velkých deštích však potok přetéká a teče po ulici na náměstí. Městská kronika zaznamenává, že v roce 1984 bylo po bouřce na náměstí 30 cm vody.

## Dub Bzdinka
Okolo rybníčku roste několik starých dubů letních. Jeden z nich je památným stromem. Jeho stáří je odhadováno na 500 let, výška 29 m a obvod 466 cm.